# Franco Volpi (filosofo)

Franco Volpi

Franco Volpi (Vicenza, 4 ottobre 1952 – Vicenza, 14 aprile 2009) è stato un filosofo e storico della filosofia italiano.

## Biografia
Filosofo e storico della filosofia, fu professore ordinario di "storia della filosofia" presso l'Università di Padova e insegnò in varie università europee, canadesi e latinoamericane. Borsista della Fondazione Alexander von Humboldt di Bonn, membro dell'Institut International de Philosophie di Parigi, dell'Istituto veneto di scienze, lettere ed arti e dell'Accademia Olimpica di Vicenza, fu insignito dei premi "Montecchio" (1989) e "Nietzsche" (2000).
Tra le sue numerose pubblicazioni: Heidegger e Brentano (1976), La rinascita della filosofia pratica in Germania (1980), Heidegger e Aristotele (1984), Il nichilismo (1996, tradotto in varie lingue), Guida a Heidegger (1997), I prossimi Titani. Conversazioni con Jünger (1997, con Antonio Gnoli), Dizionario delle opere filosofiche (2000), Il Dio degli acidi. Conversazioni con Albert Hofmann (2003, con A. Gnoli), L'ultimo sciamano. Conversazioni heideggeriane (2006, con A. Gnoli), Storia della filosofia dall'antichità a oggi (2007, con Enrico Berti).
Per Adelphi curò opere di Schopenhauer, Heidegger e Carl Schmitt. Collaborò al quotidiano "la Repubblica" e occasionalmente alla "Frankfurter Allgemeine Zeitung".
Il 13 aprile 2009, mentre era in sella alla sua bicicletta a San Germano dei Berici, venne investito da un'auto e cadde in coma irreversibile. Morì il giorno successivo. Il 17 aprile fu commemorato dal preside Paolo Bettiolo assieme a tutto il corpo docente dell'Università di Padova.
Le sue ceneri sono al cimitero Carpaneda di Creazzo.

## Attività accademica
Il nome di Franco Volpi è indissolubilmente legato alle ricerche che svolse sul pensiero di Arthur Schopenhauer, Carl Schmitt e Martin Heidegger; nello specifico sono da ricordare i suoi studi sul rapporto di Heidegger con Aristotele e la filosofia di matrice aristotelica. In questo campo di ricerche fu un vero e proprio pioniere: pubblicò la sua prima opera dedicata ad Heidegger, Brentano e il problema dell'univocità dell'essere nel 1976, a pochi anni dalla pubblicazione di una lettera di Heidegger in cui esso stesso ricordava il suo debito nei confronti di Franz Brentano e delle sue ricerche sui 'molteplici significati dell'essere secondo Aristotele'. Fu allievo e successivamente amico di Enrico Berti. 
È sua la riscoperta e la diffusione del pensiero del filosofo colombiano Nicolás Gómez Dávila, singolare figura di conservatore cattolico-reazionario; sia in ambito italiano, dove era inedito, che nel campo della cultura internazionale. In Italia il Volpi curerà per le edizioni Adelphi una prima raccolta di aforismi  In margine a un testo implicito (2001) e successivamente un'ulteriore raccolta, Tra poche parole (2007), che vanno a costituire la trasposizione del primo volume de Escolios a un texto implícito.
Nel 2006 cura per l'editore colombiano Villegas la ristampa completa in lingua originale delle opere di Gómez Dávila, ormai introvabili: Escolios A un Texto Implicito:Obra Completa e successivamente un'edizione europea nel 2009 per la casa editrice spagnola Ediciones Atalanta.
Approfondisce la filosofia pratica come estetica di vita secondo la massima 'Conosci te stesso'. La sua ultima conferenza pubblica nel Novembre 2008, a Granada, che ebbe molto successo tra il pubblico e da cui Franco Volpi usci' luminoso, porta il titulo di «Werde, der Du bist!» El imperativo de una estética de la existencia según Nietzsche.

## Opere principali
- Heidegger e Brentano. L'aristotelismo e il problema dell'univocità dell'essere nella formazione filosofica del giovane Martin Heidegger, Cedam, Padova, 1976, pp. 144
- La rinascita della filosofia pratica in Germania, Francisci, Albano/Padova, 1980 in:Filosofia pratica e scienza politica, Francisci, Abano/Padova, 1980, pp. 180 (con Carlo Natali, Laura Iseppi, Claudio Pacchiani)
- Heidegger e Aristotele, Daphne, Padova, 1984, pp. 226 (ristampa Bari, Laterza, 2010)
- Lexikon der philosophischen Werke, Kröner, Stuttgart, 1988
- Sulla fortuna del concetto di decadence nella cultura tedesca: Nietzsche e le sue fonti francesi, "Filosofia politica", 1995
- Il nichilismo, Biblioteca Universale Laterza, Laterza, Roma-Bari, pp. IV-152; trad. port. O niilismo, Edicoes Loyola, Sao Paulo, 1999, pp. 163
- Guida a Heidegger, Laterza, Roma-Bari 1997, 19982, pp. XVI-387
- Hegel e i suoi critici, Per i licei e gli istituti magistrali, Laterza, Roma-Bari 1998